# William Smith (hockey sur glace, 2005)
Pour les articles homonymes, voir William Smith.
William Smith (né le 17 mars 2005 à Lexington, dans l'État du Massachusetts aux États-Unis) est un joueur américain de hockey sur glace. Il évolue à la position d'attaquant.

## Biographie

### Carrière junior
William rejoint le Programme nationale de développement américain en 2021. Lors de sa première saison, il inscrit un total de 92 en 99 matchs, toutes ligues confondues. Durant la deuxième saison, il réalise 169 points en 80  rencontres.
En prévision du repêchage de 2023, la centrale de recrutement de la LNH le classe au 3e rang des espoirs nord-américain chez les patineurs. Il est sélectionné en 4e position par les Sharks de San José.

### En équipe nationale
William représente sa nation lors du Championnat du monde moins de 18 ans en 2022. Il s'incinne en finale face à la Suède, remportant la médaille d'argent.
L'année suivante, il participe à nouveau au Championnat du monde moins de 18 ans. Les américains obtiennent leur revanche sur la Suède et remportent l'or. Il est nommé sur l'équipe étoile, meilleur attaquant et MVP du tournoi.

## Statistiques

### En club
| Saison    | Équipe         | Ligue |    | Saison régulière | Saison régulière | Saison régulière | Saison régulière | Saison régulière |   | Séries éliminatoires | Séries éliminatoires | Séries éliminatoires | Séries éliminatoires | Séries éliminatoires |
| Saison    | Équipe         | Ligue | PJ | B                | A                | Pts              | Pun              | PJ               | B | A                    | Pts                  | Pun                  |                      |                      |
| 2021-2022 | USNTDP Juniors | USHL  | 36 | 14               | 14               | 28               | 28               | -                | - | -                    | -                    | -                    |                      |                      |
| 2021-2022 | USNTDP U17     | USDP  | 35 | 17               | 20               | 37               | 8                | -                | - | -                    | -                    | -                    |                      |                      |
| 2021-2022 | USNTDP U18     | USDP  | 28 | 14               | 13               | 27               | 20               | -                | - | -                    | -                    | -                    |                      |                      |
| 2022-2023 | USNTDP Juniors | USHL  | 20 | 15               | 27               | 42               | 20               | -                | - | -                    | -                    | -                    |                      |                      |
| 2022-2023 | USNTDP U18     | USDP  | 60 | 51               | 76               | 127              | 28               | -                | - | -                    | -                    | -                    |                      |                      |

### En équipe nationale
| Année | Équipe            | Compétition                          |   | PJ | B  | A  | Pts | Pun               |  | Résultat |
| 2022  | États-Unis U18    | Championnat du monde moins de 18 ans | 4 | 2  | 2  | 4  | 0   | Médaille d'argent |  |          |
| 2023  | États-Unis U18    | Championnat du monde moins de 18 ans | 7 | 9  | 11 | 20 | 2   | Médaille d'or     |  |          |
| 2024  | États-Unis junior | Championnat du monde junior          | 7 | 4  | 5  | 9  | 0   | Médaille d'or     |  |          |
| 2024  | États-Unis        | Championnat du monde                 | 5 | 0  | 0  | 0  | 0   | 5e place          |  |          |

## Trophées et honneurs personnels

### Championnat du monde des moins de 18 ans
- Médaille d'argent en 2022
- Médaille d'or en 2023
- Meilleur buteur du tournoi en 2023
- Meilleur au classement par point du tournoi en 2023
- Meilleur Attaquant en 2023
- MVP en 2023
- Sélectionné dans l'équipe d'étoile du tournoi en 2023